# Max y Ruby
Max y Ruby es una serie animada estadounidense-canadiense producida por Chorion, 9 Story Media Group, Atomic Cartoons, Treehouse Original y Nelvana Limited para Treehouse TV y Nickelodeon. La serie es basada en los libros infantiles creados por Rosemary Wells, los episodios consisten en las historias sobre los conejos Max y su hermana mayor Ruby a las 6:30 a. m. el 21 de octubre de 1998 por la cadena de ABC Kids en los Estados Unidos.

## Personajes
- Ruby: Una coneja de 7 años de edad, por lo general usa un vestido de color violeta y delantal amarillo. Y se la ve mayor parte del tiempo cuidando a su hermano menor Max. Los padres de Max y Ruby nunca son vistos en la serie, hasta la temporada 7.

- Max: Un conejo de aproximadamente 3 años de edad, viste una jardinera y oberol. Durante las primeras temporadas de la serie, él suele repetir las palabras o frases cortas que otros personajes, dicen, y conforme avanza la serie, él aprende a hablar con más fluidez y a decir frases más largas

- Louise: Es la mejor amiga de Ruby, es una coneja de pelaje marrón que visita a Ruby cuando tienen que hacer trabajos de Scout juntas.

- La Abuela: Es la abuela de Max y de Ruby. Le gustan tanto las cosas de Max como las de Ruby.

- Señora Hoffinton: Es la capitana de las conejitas exploradoras.

- Señor Hoffinton: Es el papá del Bebe Hoffinton y esposo de las Señora Hoffinton.

## Juguetes de Max
- Hombre Espacial: Juguete favorito de Max. Es un robot rojo con cabeza cónica y cuatro botones en su pecho. Tiene una frase: "Alerta roja, alerta roja. Peligro, peligro".

- Araña Escupebolas de gelatina: Segundo juguete favorito de Max. Es una araña verde y morada con una cuerda para colgarla. Puede escupir bolas de gelatina.

- Langosta de Cuerda: Tercer juguete favorito de Max. Es una langosta roja de cuerda capaz de estar varios minutos sin que se le agote la cuerda. También puede caminar por las paredes. Fue un regalo de los tíos de los protagonistas. Al principio, a Max no le gustó, pero luego le cogió cariño.

- Babosa que no se posa: Peluche con forma de babosa amarilla.

- Loro, saluda al mundo: Un loro rojo capaz de decir "Hola" en diversos idiomas como el inglés o francés, además del español mientras camina.

- Anguila que Brilla en la Oscuridad: Una anguila eléctrica verde con la capacidad de brillar en la oscuridad. Max la usa como linterna.

- Bichos de cuerda: Son unos bichos de diferentes colores que están en una caja.

- Ambulancia: Es el octavo juguete de Max que dice "Emergencia, emergencia" cuando suele estar encendido o al rodar.